# Targa

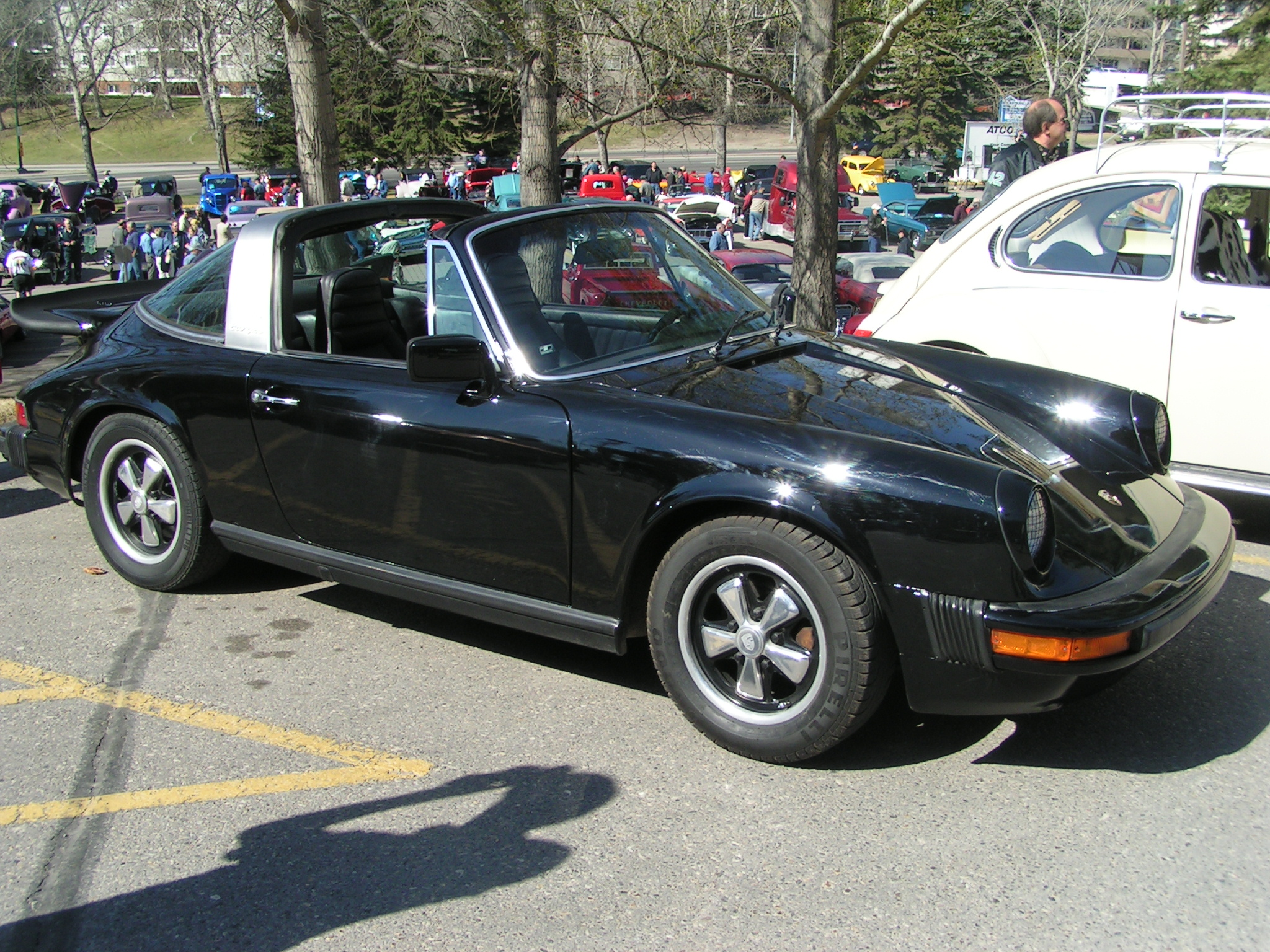
Porsche 911 – przykład samochodu z nadwoziem typu targa

Targa – zamknięte nadwozie samochodu osobowego, które ma zdejmowaną część sztywnego dachu.
Czasem  wyposażone jest także we wzdłużny wspornik – sztywny zdejmowalny dach składa się wówczas z 2 elementów (T-Top). Nadwozie typu targa jest w pewnym sensie rozwiązaniem pośrednim pomiędzy spider a coupé. Nazwa pochodzi od wyścigu Targa Florio, rozgrywanego w pobliżu Palermo na Sycylii.